# FN-konventionen för skydd av migrantarbetares och deras familjers rättigheter

FN-konventionen för skydd av migrantarbetares och deras familjers rättigheter är en internationell konvention antagen den 18 december 1990 av Förenta nationernas generalförsamling. Den konventionen åberopas även på inledning av Konventionen om rättigheter för personer med funktionsnedsättning. Till och med december 2024 har 40 stater undertecknat och 60 stater ratificerat konventionen.